# 圣莫里斯拉克卢埃尔
圣莫里斯-拉克卢埃尔（法語：Saint-Maurice-la-Clouère，法語發音：[sɛ̃ moʁis la kluɛʁ]）是法国新阿基坦大区维埃纳省的一个市镇，位于该省南部，属于蒙莫里永区。

## 地理
圣莫里斯-拉克卢埃尔（46°22'43"N, 0°24'43"E）面积39.6 平方千米，位于法国新阿基坦大区维埃纳省，该省份为法国中西部省份，北起曼恩-卢瓦尔省和安德尔-卢瓦尔省，西接德塞夫勒省，南至夏朗德省，东南接上维埃纳省，东临安德尔省。
与圣莫里斯-拉克卢埃尔接壤的市镇（或旧市镇、城区）包括：布里永、让赛、日宰、马尔奈、圣洛朗德茹尔德、韦尔农。
圣莫里斯-拉克卢埃尔的时区为UTC+01:00、UTC+02:00（夏令时）。

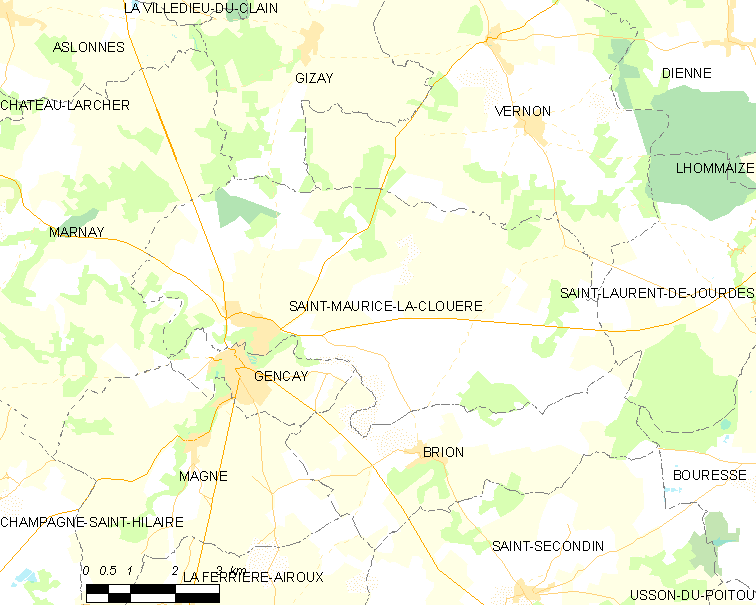
圣莫里斯-拉克卢埃尔的OSM定位图

## 行政
圣莫里斯-拉克卢埃尔的邮政编码为86160，INSEE市镇编码为86235。

## 政治
圣莫里斯-拉克卢埃尔所属的省级选区为吕萨克堡县。

## 人口

1962-2008年间圣莫里斯-拉克卢埃尔人口变化图示

圣莫里斯-拉克卢埃尔于2022年1月1日时的人口数量为1310人。